# 蔡佳惠
蔡佳惠（1981年—）是台灣射擊選手。毕业于中央警察大学。

## 歷年成績
- 2005年東南亞射擊賽
  - 女子10公尺空氣手槍銅牌[2]
  - 女子10公尺空氣手槍團體賽金牌（隊友：馬瑜梅、黃逸伶）